# Universidade Técnica da Dinamarca
A Universidade Técnica da Dinamarca é uma instituição de ensino superior pública localizada no município de Lyngby-Tårbæk, próximo da cidade de Copenhaga, na Dinamarca. 
Esta universidade foi fundada em 1829 por iniciativa do cientista dinamarquês Hans Christian Ørsted, seguindo o modelo de ensino tecnológico francês das Écoles Polytechniques.

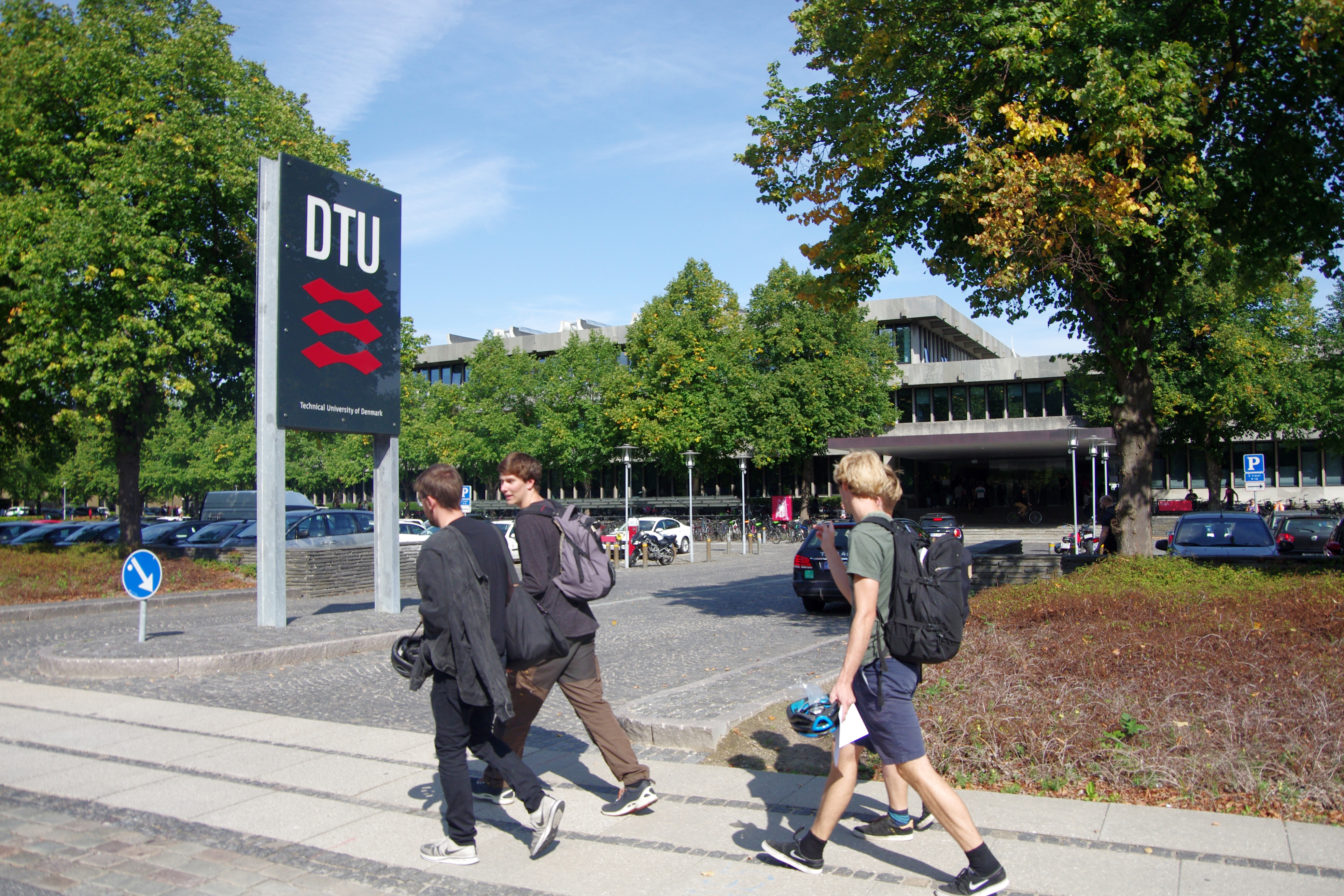

Trata-se de uma instituição de ensino superior dinamarquesa especializada em cursos de graduação e pós-graduação voltados para as ciências naturais, exatas e engenharias.